# Хайдарзаде Мехмед-паша
Хайдарзаде Мехмед-паша (д/н — після 1655) — державний діяч Османської імперії, 58-й бейлербей Єгипетського еялету в 1646—1647 роках.

## Життєпис
Походив з впливового турецького роду. Ймовірно був сином Хайдар-паши, намісника Ємену. Навчався в палацовій школі Ендерун. Згодом розпочав службу при султанському дворі. Дослужився до посади башдефтердар (державний скарбник). Одружився за сестрі сановника Мелек Ахмеда-паши (в подальшому великого візира), породочавшись цим з Іпшир Мустафою-пашою, намісником Алеппо, і Евлією Челебі.
20 червня 1646 року призначається бейлербеєм Єгипту. Втім не зміг завадити посиленню впливу мамлюків. Намагався маневрувати між їх кланами — аль-Факарія і аль-Касимійя. Спочатку підтримував перших, вступивши у конфлікт з останніми. Лидері аль-Касимійї Кансух-бей і Мамай-бей спробували домовитися з бейлербеєм. Водночас амір аль-хадж Ридван-бей (очільник аль-Факарії) за підтримки Алі-бея, санджакбея Гірги в Верхньому Єгипті, виступили проти аль-Касимії, очільників якої звинувати у зловживанні. Невдовзі Кансух-бея і Мамай-бея було страчено, незважаючи на спроби Мехмед-паши їх врятувати. Після цього Алі-бей намагався захопити касбу (цитадель) Каїру. Наказа бейлербея атакувати того яничари і абази не виконали, оскільки їх підкупив Ридван-бей. В результаті у листопаді 1647 року Мехмед-пашу було звільнено та відізвано до Стамбулу. 
1653 року було призначено пашою Дамаску. Перебував на посаді до 1655 року. Подальша доля невідома.